# Mike Vallely
Mike Vallely (Edison, 29 giugno 1970) è uno skater statunitense.
Oltre ad essere uno skater, è anche noto come attore per aver recitato in alcuni film, tra cui Una notte da leoni e Una notte da leoni 3.